# Drzwi w murze
Drzwi w murze – polski film psychologiczny z 1973 roku w reżyserii Stanisława Różewicza.

## Opis fabuły
Wiktor Zawadzki przybywa na Wybrzeże, aby w gdańskim teatrze uczestniczyć w próbie spektaklu opartego na jego tekście. Jest to tekst trudny, metaforyczny, awangardowy. Reżyser nie ma właściwie żadnej artystycznej koncepcji, aktorzy nie bardzo wiedzą, jak mają grać swoje role. Wiktor wynajmuje pokój w prywatnej kwaterze, ponieważ nie ma miejsc w hotelu. Tam poznaje młodą kobietę Krystynę z matką.

## Obsada aktorska
- Zbigniew Zapasiewicz – dramaturg Wiktor Zawadzki
- Ryszarda Hanin – matka Krystyny
- Wanda Neumann – Krystyna
- Jerzy Radziwiłowicz – Henryk, narzeczony Krystyny
- Janusz Paluszkiewicz – aktor
- Elżbieta Goetel

## Zdjęcia
- Film kręcony w Gdańsku i Sopocie.